# متابولیسم اجتماعی
سوخت‌وساز اجتماعی یا مِتابولیسم اجتماعی (به انگلیسی:Social metabolism) یا مِتابولیسم اجتماعی-اقتصادی (به انگلیسی:socioeconomic metabolism) مجموعه‌ای از جریانات مواد و انرژی است که بین طبیعت، جامعه، بین جوامع مختلف و در درون جوامع رخ می‌دهد. این جریان‌های مواد و انرژی تحت کنترل انسان، ویژگی اساسی همه جوامع است، اما بزرگی و تنوع آنها تا حد زیادی به فرهنگ‌های خاص یا رژیم‌های متابولیک اجتماعی بستگی دارد. «خودجایگزین‌گری و تکامل ساختارهای بیوفیزیکی جامعه انسانی نیز به متابولیسم اجتماعی اشاره دارد و شامل آن دسته از فرآیندهای تبدیل بیوفیزیکی، فرآیندهای توزیع، و جریان است که توسط انسان برای اهداف خود کنترل می‌شوند. ساختارهای بیوفیزیکی جامعه (in use stocks) و متابولیسم اجتماعی-اقتصادی پایه بیوفیزیکی جامعه را تشکیل می‌دهند.»
فرآیندهای متابولیک اجتماعی با تصاحب انسان از مواد و انرژی از طبیعت آغاز می‌شود. این مواد و انرژی‌ها می‌توانند تبدیل شوند و به گردش در بیایند تا مصرف شوند و در نهایت به خود طبیعت دفع شوند. هر یک از این فرایندها بسته به نحوه انجام، میزان مواد و انرژی درگیر در فرایند، منطقه ای که در آن رخ می‌دهد، زمان در دسترس یا ظرفیت احیای طبیعت، تأثیرات زیست‌محیطی متفاوتی دارند.
متابولیسم اجتماعی نشان دهنده گسترش مفهوم متابولیسم از موجودات بیولوژیکی مانند بدن انسان به اساس بیوفیزیکی جامعه است. انسان‌ها معادن و مزارع، پالایشگاه‌های نفت و نیروگاه‌ها، کارخانه‌ها و زیرساخت‌ها را برای تأمین انرژی و جریان‌های مواد مورد نیاز برای بازتولید فیزیکی یک فرهنگ خاص می‌سازند و راه‌اندازی می‌کنند. انبارهای در حال استفاده که شامل ساختمان‌ها، وسایل نقلیه، لوازم خانگی، زیرساخت‌ها و غیره می‌شود، توسط فرآیندهای صنعتی مختلف که بخشی از متابولیسم اجتماعی هستند ساخته و نگهداری می‌شوند. و سپس به مردم در قالب سرپناه، حمل و نقل یا ارتباط خدمات ارائه می‌کنند.
جامعه و متابولیسم آن با هم یک سیستم خودنوگری که یک سیستم پیچیده که خود را بازتولید می‌کند است را تشکیل می‌دهند. نه فرهنگ و نه متابولیسم اجتماعی نمی‌توانند خود را به تنهایی بازتولید کنند. انسان‌ها به غذا و سرپناه نیازی دارند که توسط متابولیسم اجتماعی تأمین می‌شود و دومی برای کارکردن آن به انسان نیاز دارد.
مطالعات متابولیسم اجتماعی را می‌توان در سطوح مختلف تجمع سیستم (system aggregation) انجام داد. (به material flow analysis در ویکی‌پدیای انگلیسی مراجعه کنید) به عنوان مثال، در حسابداری جریان مواد، ورودی‌ها و خروجی‌های مواد و انرژی یک دولت یا منطقه خاص، و همچنین واردات و صادرات، تجزیه و تحلیل می‌شود. چنین مطالعاتی با سهولت دسترسی به اطلاعات مربوط به معاملات تجاری تسهیل می‌شود.
متابولیسم اجتماعی یا اجتماعی-اقتصادی تصریح می‌کند که جامعه انسانی و تعامل آن با طبیعت یک سیستم خود بازتولیدکننده پیچیده را تشکیل می‌دهد و بنابراین می‌توان آن را به عنوان پارادایم مطالعه اساس بیوفیزیکی جوامع انسانی تحت جنبه بازتولید خود دید. «یک پارادایم مشترک می‌تواند ترکیب و ادغام مدل را تسهیل کند و می‌تواند منجر به ارزیابی‌های بین رشته‌ای قوی تر و جامع تری از استراتژی‌های توسعه پایدار شود. . . . استفاده از متابولیسم اجتماعی یا اجتماعی-اقتصادی به عنوان پارادایم می‌تواند به توجیه مفاهیم اقتصادی جایگزین کمک کند.»